# Juniorallsvenskan (innebandy)
Juniorallsvenskan i innebandy spelas med U18-lag, och är Sveriges toppdivision i innebandy för herrjuniorer. Lagen är indelade i olika grupper, och de bästa i varje grupp går till slutspel om svenska mästerskapet.